# Nationaal park Päijänne
Nationaal park Päijänne (Fins: Päijänteen kansallispuisto/ Zweeds: Päijänne nationalpark) is een nationaal park in Päijät-Häme in Finland. Het park werd opgericht in 1993 en is 14 vierkante kilometer groot. Het landschap bestaat uit een vijftigtal rotseilandjes in het zuiden van het Päijänne-meer.